# Maryanne Trump Barry
Maryanne Trump Desmond Barry (Nova Iorque, 5 de abril de 1937 – Nova Iorque, 13 de novembro de 2023) foi irmã mais velha de Donald Trump e magistrada do Terceiro Circuito de Cortes de Apelação dos Estados Unidos.

## Carreira
Ela se tornou procuradora assistente dos Estados Unidos em 1974 e foi nomeada pela primeira vez para o Tribunal Distrital dos Estados Unidos para o Distrito de Nova Jersey pelo presidente Ronald Reagan em 1983. Em 1999, ela foi nomeada para o Tribunal de Apelações dos Estados Unidos para o Terceiro Circuito pelo presidente Bill Clinton.
Em janeiro de 2006, Barry testemunhou perante o Comitê Judiciário do Senado dos EUA em apoio à nomeação de seu colega Samuel Alito para a Suprema Corte dos EUA. Ela assumiu o cargo em junho de 2011 e anunciou sua aposentadoria do cargo em fevereiro de 2019, depois que uma investigação foi aberta sobre alegações de que ela havia cometido má conduta judicial ao participar de transações fiscais e financeiras fraudulentas.
Barry era a irmã mais velha do presidente Donald Trump.

## Morte
Maryanne morreu no dia 13 de novembro de 2023 aos 86 anos, vítima de um câncer.